# MIT 링컨 연구소

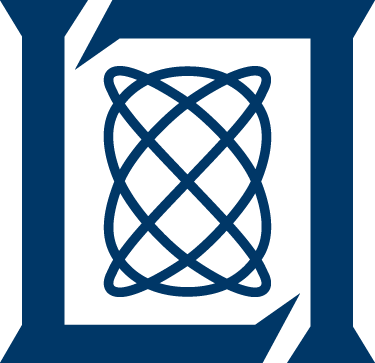
링컨 연구소 로고

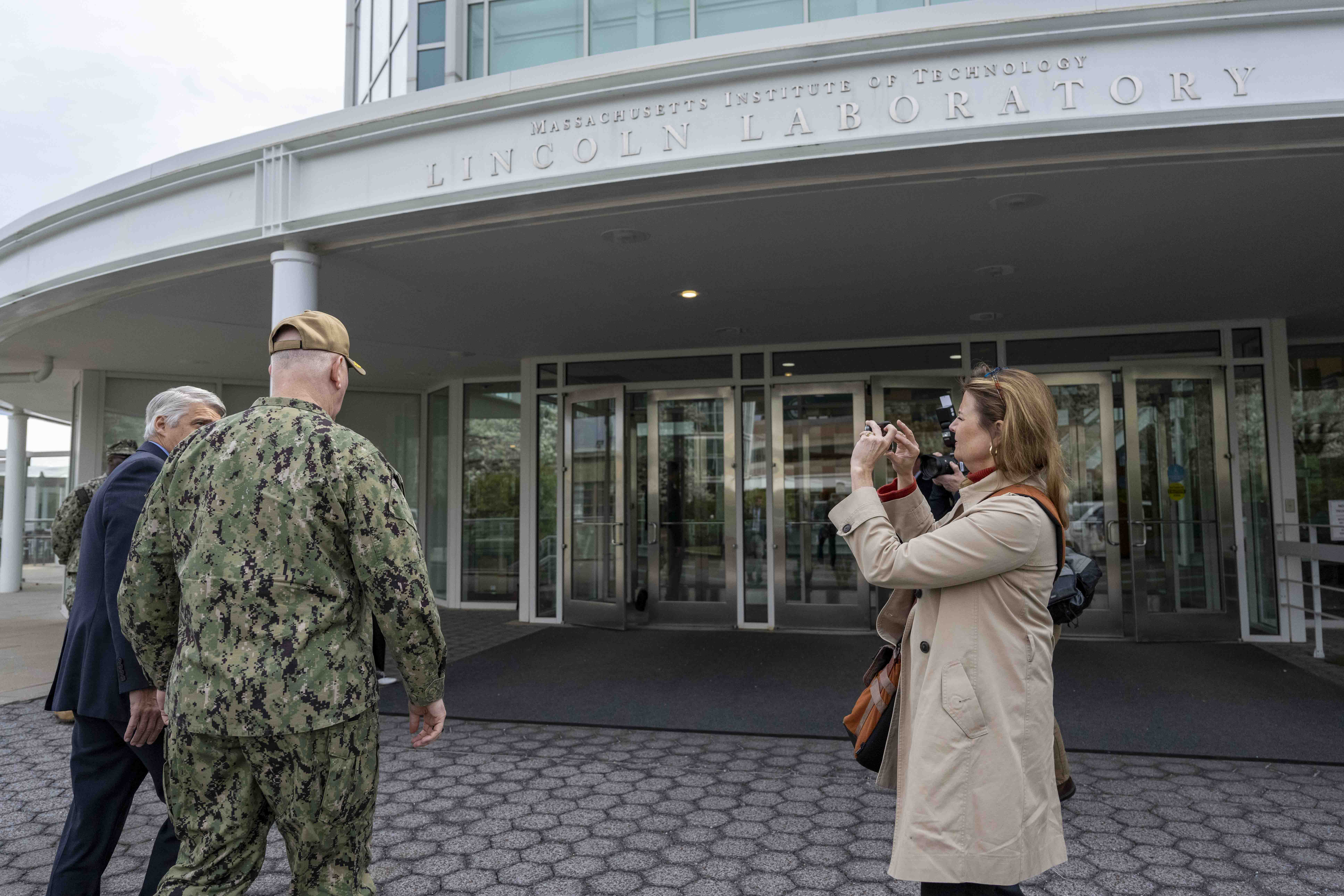
2024

MIT 링컨 연구소(MIT Lincoln Laboratory)는 미국 매사추세츠주 렉싱턴에 위치하고 있으며 국가 안전 보장 문제에 선진 기술을 적용하기 위해 공인된 미국 국방부 연구개발센터이기도 하다. 이 연구소는 레이다에서부터 재진입 물리학에 이르는 군사기기의 기술 기준을 제공한다. 연구개발 활동은 장기간의 기술 개발, 고속의 시스템 프로토타이핑, 시연에 초점을 둔다. 이 노력들은 주요 임무 분야들과 함께한다. 연구소는 시스템 개발 및 배치(deployment)를 위한 새로운 개념과 기술을 변화시키기 위해 산업체와 함께 작업하고 있다. 이 연구소는 또한 세계 여러 분야의 사이트들을 관할하고 있다.

## 소장 목록
- F. Wheeler Loomis, 1951년 7월 26일 – 1952년 7월 9일
- Albert G. Hill, 1952년 7월 9일 – 1955년 5월 5일
- Marshall G. Holloway, 1955년 5월 5일 – 1957년 2월 1일
- Carl F.J. Overhage, 1957년 2월 1일 – 1964년 2월 1일
- William H. Radford, 1964년 2월 1일 – 1966년 5월 9일
- C. Robert Wieser, 1966년 5월 10일 – 1967년 1월 1일
- Milton U. Clauser, 1967년 1월 1일 – 1970년 6월 1일
- Gerald P. Dinneen, 1970년 6월 1일 – 1977년 4월 1일
- Walter E. Morrow, Jr., 1977년 4월 1일 – 1998년 6월 30일
- David L. Briggs, 1998년 7월 1일 – 2006년 6월 30일
- Eric D. Evans, 2006년 7월 1일 – 현재